# Hans Teeuwen
Hans Eduard Marie Teeuwen, né le 3 mars 1967  à Budel, (Pays-Bas), est un humoriste néerlandais, acteur, aussi chanteur et réalisateur. Son œuvre peut être décrite comme absurdiste, apolitique et provocatrice.

## Carrière

### Théâtre
Aux Pays-Bas, Teeuwen acquit sa notoriété en 1991 quand il fut récompensé, en même temps que Roland Smeenk, au festival du cabaret néerlandais Cameretten pour son show Heist. Quelque temps après les répétitions de son show, Smeenk mourut d'un accident de voiture en 1992.
Teeuwen décida de faire des spectacles en solo dans les cabarets d'une à deux heures, avec un thème ou fil conducteur, pouvant inclure des chansons, de la musique et de la poésie). Il fit cinq spectacles, Hard en Zielig (1994-1995), Met een Breierdeck (1995-1997), Trui (1999-2000), Dat dan weer wel (2001) et finalement Industry of Love (2003-2004). Parmi d'autres projets, il travailla avec ses collègues et amis Pieter Bouwman et Gummbah sur une série de spectacles plus court, Poelmo, Slaaf van het Zuiden. Bouwman et Teeuwen travaillèrent ensemble sur une émission de radio essentiellement improvisée, Mannen van de Radio.

### TV et films
Il participa quelques fois à l'émission du groupe néerlandais Jiskefet, et eut un rôle en 1999 dans le film Jezus is een Palestijn (Jésus est un Palestinien). Avec Theodor Holman, il eut l'idée du film Interview, dirigé par Theo Van Gogh en 2003 (Steve Buscemi en fit un remake aux États-Unis en 2007 en gardant le nom). Il écrivit et dirigea le film Masterclass en 2005.

### Carrière dans la chanson
En 2006-2007, Teeuwen entreprit une carrière de crooner dans un nightclub d'Amsterdam, et sortit un DVD intitulé "Hans Teeuwen Zingt" ("Hans Teeuwen chante"), sur lequel il reprit des chansons d'artistes comme Billie Holiday et Frank Sinatra. En 2008, Teeuwen participa au North Sea Jazz Festival.

### Carrière internationale
En 2004, Teeuwen annonça qu'il arrêtait la comédie, après l'assassinat du réalisateur et proche ami Theo van Gogh. En 2007, il reprit sa carrière mais en anglais. Il fit une apparition au Edinburgh Festival Fringe en 2007, comme participant au Amsterdam Underground Comedy Collective, qui lui demanda de faire un spectacle plus long. En 2008, il fit un spectacle solo au Soho Theatre à Londres. Il participa de nouveau au Edinburgh Festival Fringe en 2008 et participa au Latitude Festival à Suffolk la même année. En octobre 2008, il fit un spectacle au Leicester Square Theatre de Londres, qui fut enregistré pour une éventuelle sortie DVD. En 2009, il fit un spectacle au Leicester Comedy Festival.

## Opinions politiques
Même si son travail est sans véritable contenu politique, Teeuwen a plusieurs fois et ouvertement défendu la Liberté d'expression, surtout après l'assassinat de son ami Theo van Gogh. Son Éloge funèbre et discours lors de l'inauguration de la statue de Van Gogh fut considéré comme un moment brillant d'émotion et de cynisme le caractérisant. Une vidéo de Teeuwen défendant la liberté d'expression face à trois présentatrices musulmanes voilées fut choisi comme le Moment Télé Néerlandais de 2007.